# Polska Nagroda Jakości
Polska Nagroda Jakości (PNJ) to wyróżnienie przyznawane przedsiębiorstwom za wdrażanie koncepcji zarządzania przez jakość – TQM (Total Quality Management). Została ustanowiona 7 marca 1995 roku przez Krajową Izbę Gospodarczą, Polskie Centrum Badań i Certyfikacji oraz Fundację Teraz Polska.
Jednym z inicjatorów utworzenia nagrody był prof. Edward Kindlarski.
Od 26. edycji Polskiej Nagrody Jakości  roku na mocy porozumienia z 14 marca 2022 roku zawartego w Warszawie pomiędzy Krajową Izbą Gospodarczą a Fundacją Qualitas, Naczelną Organizacją Techniczną, Klubem Polskie Forum ISO 9000 wraz ze Stowarzyszeniem Jakości Zarządzania POLISOLAB oraz Fundacją Rozwoju Uniwersytetu Ekonomicznego we Wrocławiu (Krajowa Organizacja Partnerska EFQM) organizatorem Nagrody jest Fundacja Qualitas.
Przewodniczącym Kapituły jest dr hab. Marek Roszak, Prof. PŚ
Przewodniczącym Komitetu technicznego jest dr hab. Piotr Rogala, prof. UEW
Sekretarzem Nagrody jest Marcin Kałużny, prezes zarządu Fundacji Qualitas
Nowe zasady oceny w ramach PNJ oparte są na 7 kryteriach Modelu Doskonałości EFQM
Godło Nagrody jest zastrzeżonym znakiem towarowym w Urzędzie Patentowym RP  nr 349118

## Medale POLSKIEJ NAGRODY JAKOŚCI®
1. Medal Brązowy: walidacji podlega jedno z dwóch do wyboru z obszaru Kierunek
2. Medal Srebrny: walidacji podlegają 2 kryteria, do wyboru z dwóch obszarów: Kierunek i Wykonanie
3. Medal Złoty: walidacji podlegają 3 kryteria, do wyboru z każdego obszaru

## Statuetki POLSKIEJ NAGRODY JAKOŚCI®
1. Statuetka Diamentowa: walidacji podlega 5 wybranych kryteriów ze wszystkich obszarów
2. Statuetka Platynowa: walidacji podlegają wszystkie kryteria

## Model oceny
Model Polskiej Nagrody Jakości został opracowany przez dr hab. Marka Roszaka, prof. PŚ, na podstawie nowego Modelu Doskonałości EFQM
1. Obszar - Kierunek Kryterium 1: Cel, wizja i strategia  Kryterium 2: Kultura organizacyjna i przywództwo
2. Obszar - Wykonanie  Kryterium 3: Angażowanie interesariuszy  Kryterium 4: Tworzenie trwałej wartości  Kryterium 5: Zarządzanie bieżącą działalnością i transformacją
3. Obszar - Rezultaty  Kryterium 6: Postrzeganie przez interesariuszy  Kryterium 7: Wyniki strategiczne i operacyjne.

## Zasady walidacji
Etap 1 – zgłoszenie udziału i wybór poziomu uczestnictwa
Etap 2 – szkolenie wstępne online
Etap 3 – uzupełnienie dokumentacji konkursowej online.
Etap 4 – przygotowanie zaświadczeń z US i ZUS o niezaleganiu
Etap 5 – assessment
Etap 6 – decyzja Kapituły Konkursu na podstawie rekomendacji Asesora
Etap 7 – feedback dla Uczestnika/Laureata

## Laureaci i wyróżnieni
Nagrody przydzielane są zarówno zespołowo, jak i indywidualnie.
1. W ramach konkursów zespołowych firm usługowych i produkcyjnych oraz samorządowych przyznano nagrody:
- PNJ – EFQM dla:
  - MPWiK S.A. we Wrocławiu – Recognised for Excellence 5 (na poziomie pięciu gwiazdek);
  - SEOYON E-HWA AUTOMOTIVE POLAND sp. z o.o. – Committed to Excellence 2* (na poziomie dwóch gwiazdek)
- PNJ dla:
  - LIVING FOOD Sp. z o.o.;
  - PPHU POLIPACK sp.j.;
  - PH WPHW Sp. z o.o. w Pile;
  - PRALNIA „SONIA” Stanisław Pirch;
  - SOFOREK Spółka z ograniczoną odpowiedzialnością Spółka Komandytowa;
  - SZCZĘŚNIAK POJAZDY SPECJALNE Sp. z o.o.

2. W ramach konkursów indywidualnych przyznano nagrody:
- W ramach uznania za szczególne zasługi dla jakości wręczono Polską Specjalną Nagrodę Jakości dla:
  - prof. dr hab. Elżbiety Skrzypek z UMCS w Lublinie
- W ramach konkursu „Polska Indywidualna Nagroda Jakości im. prof. Edwarda Kindlarskiego” nagrody otrzymały osoby, w następujących kategoriach:
  - nauka – dr hab. inż. Piotr Grudowski, profesor Politechniki Gdańskiej;
  - praktyka – Waldemar Cezary Zieliński, Dyrektor Oddziału NOT w Gdańsku;
  - promocja – dr hab. Sławomir Wawak, prof. Uniwersytetu Ekonomicznego w Krakowie.
- W ramach konkursu „Znakomity Przywódca” nagrody otrzymali:
  - dr nauk med. Violetta Szycik, Prezes zarządu VIVADENTAL Sp. z o.o.;
  - Witold Ziomek – Prezes Zarządu MPWiK S.A. we Wrocławiu.
- W ramach konkursu „Znakomity Pełnomocnik/Menadżer Systemów Zarządzania” nagrody otrzymali:
  - dr Krystyna Stephens – BPIC Sp. z o.o.
  - Stanisław Chomżyński – Wojskowe Zakłady Inżynieryjne S.A.
  - Henryk Dębski – Instytut Badań i Rozwoju BOSMAL Sp. z o.o.
  - Andrzej Krawczyk-Gotowski – Budownictwo Komunikacyjne i Przemysłowe Sp. z o.o.
  - Witold Lipka-Auguścik – Warbud S.A.
  - Aneta Muzolf – Wojewódzki Ośrodek Medycyny Pracy
  - Elżbieta Olszewska – VIVADENTAL Sp. z o.o.
  - Elżbieta Stepnowska – Polska Grupa Zbrojeniowa S.A.
  - Edyta Słupecka – Sieć Badawcza Łukasiewicz – Instytut Lotnictwa

3. W ramach konferencji odbyła się gala wręczenia okolicznościowego medalu „Polska Jakość w 100-lecie odzyskania Niepodległości” dla 8 osób, które od lat propagują ideę jakości w zarządzaniu biznesowym.